# Outsider (альбом Роджера Тейлора)
Outsider (с англ. — «чужак, посторонний») — шестой полноразмерный сольный альбом британского рок-музыканта Роджера Тейлора, который вышел 1 октября 2021 года. Альбом состоит из 12 песен, одна из которых, это совместная песня с английской певицей KT Tunstall «We’re All Just Trying to Get By». Включает в себя 3 сингла — вышеназванная песня и две песни, которые были выпущены годом и двумя ранее — «Isolation» и «Gangsters Are Running This World» соответственно.

## Список композиций
Слова и музыка всех песен — Роджер Тейлор, если не указано иное.
| №   | Название                                                    | Автор(ы)                            | Длительность |
| --- | ----------------------------------------------------------- | ----------------------------------- | ------------ |
| 1.  | «Tides»                                                     |                                     | 3:39         |
| 2.  | «I Know, I Know, I Know»                                    |                                     | 3:51         |
| 3.  | «More Kicks (Long Day’s Journey Into Night… Life)»          |                                     | 4:56         |
| 4.  | «Absolutely Anything»                                       |                                     | 5:04         |
| 5.  | «Gangsters Are Running This World»                          |                                     | 4:04         |
| 6.  | «We’re All Just Trying to Get By» (совместно с KT Tunstall) |                                     | 2:52         |
| 7.  | «Gangsters Are Running This World» (Purple Version)         |                                     | 2:37         |
| 8.  | «Isolation»                                                 |                                     | 3:24         |
| 9.  | «The Clapping Song»                                         | Кей Вернер, Линкольн Чейз, Сью Верн | 2:55         |
| 10. | «Outsider»                                                  |                                     | 3:41         |
| 11. | «Foreign Sand» (English Mix)                                | Роджер Тейлор, Ёсики                | 3:01         |
| 12. | «Journey’s End» (2021 Mix)                                  |                                     | 6:58         |

## Участники записи
Список составлен в соответствии с информацией базы данных Discogs.
Музыканты:
- Роджер Тейлор — вокал, бэк-вокал, барабаны, перкуссия, акустическая гитара, пианино, клавишные
- Джейсон Фаллун — бас-гитара (в песне 10), электрогитара (в песнях 4, 6, 10, 12), акустическая гитара (в песнях 4, 6, 10), гитара (в песне 3)
- Джошуа Джей Макре[англ.] — перкуссия (в песне 3), шёпот (в песне 4)
- Кейт «KT» Виктория Танстолл — вокал (в песне 6)
- Сарина Тейлор — бэк-вокал (в песне 7)
- Сьюзи Уэбб — бэк-вокал (в песне 5)
- Стив Гамильтон — саксофон (в песнях 3, 9)
- Майк Кирси — тромбон (в песне 9)
- Бен Эдвардс — тромбон (в песне 9)
- Джим Криган[англ.] — акустическая гитара (в песне 11)

Технический персонал:
- Роджер Тейлор — музыкальный продюсер, автор концепции художественного оформления
- Джошуа Джей Макре[англ.] — музыкальный продюсер
- Тони Казенс — мастеринг-инженер[англ.]
- Эмма Донохью — менеджер проекта
- Ричард Грей — графический дизайнер
- Мервин Пик — художник
- Тайгерлили Тейлор — иллюстратор
- Лола Ленг Тейлор — фотограф
- Сарина Тейлор — фотограф

## Позиции в хит-парадах
Еженедельные чарты:
| Хит-парад (2021—2022)                  | Высшая позиция | Пребывание в чарте |
| -------------------------------------- | -------------- | ------------------ |
| Австрия (Ö3 Austria)                   | 46             | 1 неделя           |
| Бельгия/Валлония (Ultratop)            | 98             | 2 недели           |
| Бельгия/Фландрия (Ultratop)            | 165            | 1 неделя           |
| Великобритания (Albums Chart Update)   | 3              | 2 недели           |
| Великобритания (Album Downloads Chart) | 15             | 2 недели           |
| Великобритания (Albums Sales Chart)    | 3              | 4 недели           |
| Великобритания (Physical Albums Chart) | 3              | 4 недели           |
| Великобритания (Record Store Chart)    | 17             | 1 неделя           |
| Великобритания (UK Albums Chart)       | 3              | 1 неделя           |
| Великобритания (Vinyl Albums Chart)    | 3              | 2 недели           |
| Германия (Offizielle Top 100)          | 24             | 1 неделя           |
| Ирландия (IRMA)                        | 81             | 1 неделя           |
| Испания (PROMUSICAE)                   | 90             | 1 неделя           |
| Нидерланды (Album Top 100)             | 64             | 1 неделя           |
| Швейцария (Schweizer Hitparade)        | 30             | 1 неделя           |
| Шотландия (Scottish Albums Chart)      | 3              | 3 недели           |
| Япония (Billboard Japan)               | 70             | 1 неделя           |
| Япония (Oricon)                        | 59             | нет данных         |